# Gouarec
 Gouarec  (en bretón Gwareg) es una población y comuna francesa, situada en la región de Bretaña, departamento de Côtes-d'Armor, en el distrito de Guingamp. Es el chef-lieu del cantón de Gouarec.

## Demografía
| 721 | 771 | 819 | 1012 | 1026 | 952 |
| Para los censos de 1962 a 1999 la población legal corresponde a la población sin duplicidades (Fuente: INSEE [Consultar]) |     |     |      |      |     |